# Orange trumpetbuske
Orange trumpetbuske (Tecoma fulva) är en art i familjen katalpaväxter.